# Aweil (città)
Aweil o Uwail o Uwayl (in arabo أويل‎?) è una città del Sudan del Sud, capitale dello stato di Aweil dal 2015; fino ad allora, era stata capitale dello stato del Bahr al-Ghazal Settentrionale. Conta circa 15.000 abitanti, ma la popolazione varia durante l'anno visto che gli abitanti delle campagne cercano rifugio in città durante le inondazioni annuali delle stagioni delle piogge.
La città ospita una missione delle Nazioni Unite ed un certo numero di Organizzazioni Non Governative.
Aweil aveva anche una stazione ferroviaria che andava fino a Wau, costruita negli anni sessanta, dopo lungo periodo in stato di abbandono, dovuto alla guerra civile, fu riparata e rimessa in uso nel 2010; è anche stata costruita una nuova strada sterrata che arriva fino a Khartum e un'altra ancora che la connette alla città di Juba.
| Anno              | Populazione |
| ----------------- | ----------- |
| 1973 (Censimento) | 17.773      |
| 1983 (Censimento) | 25.714      |
| 2007 (Stima)      | 40.054      |